# جون دوهرتي (سياسي)
جون دوهرتي هو سياسي أمريكي، ولد في 16 يناير 1826، وتوفي في 20 أبريل 1859. نشط حزبياً في الحزب الديمقراطي. وقد انتخب عضو مجلس ولاية نيويورك ‏.